# Påkørsel af to banearbejdere ved Hvalsø
Påkørsel af to banearbejdere ved Hvalsø er en jernbaneulykke, der skete den 13. maj 1997 kl. 9:37, hvor to personer, der opholdt sig i sporet, blev ramt af et indkørende tog i vestenden af spor 1 på Hvalsø Station (Nordvestbanen). Begge personer omkom ved påkørslen.
To banearbejdere og en entreprenør arbejdede med mindre sporvedligeholdelsesarbejder i vestenden af Hvalsø Station. De havde opholdssted på den modsatte side af sporene i forhold til arbejdsstedet. Efter en en pause kom banemesteren, der var ansvarlig for arbejder på denne strækning, til stede. På vej tilbage til arbejdsstedet krydsede de sporene, men banemontøren, der ledede arbejdsholdet, og banemesteren standsede op i sporet, på trods af, at i hvert fald banemontøren må have vidst, at der ventedes tog, inden arbejdet kunne genoptages. De har næppe hørt toget komme, idet det kørte med styrevognen forrest, således at der var 4 vogne mellem den og det skubbende lokomotiv.
Jernbanetilsynets undersøgelser påviste ikke overtrædelse af sikkerhedsbestemmelser eller mangler ved instruktionen for færdsel i eller ved trafikeret spor, der kunne være årsag til ulykken. Men undersøgelserne påviste, at bestemmelserne om sikring af arbejdssteder for såvel medarbejdere som for togene, var forældede og usammenhængende. Især denne ulykke førte til at instruktionen om sikring af arbejdssteder blev ændret grundlæggende i 2003.